# Hervör

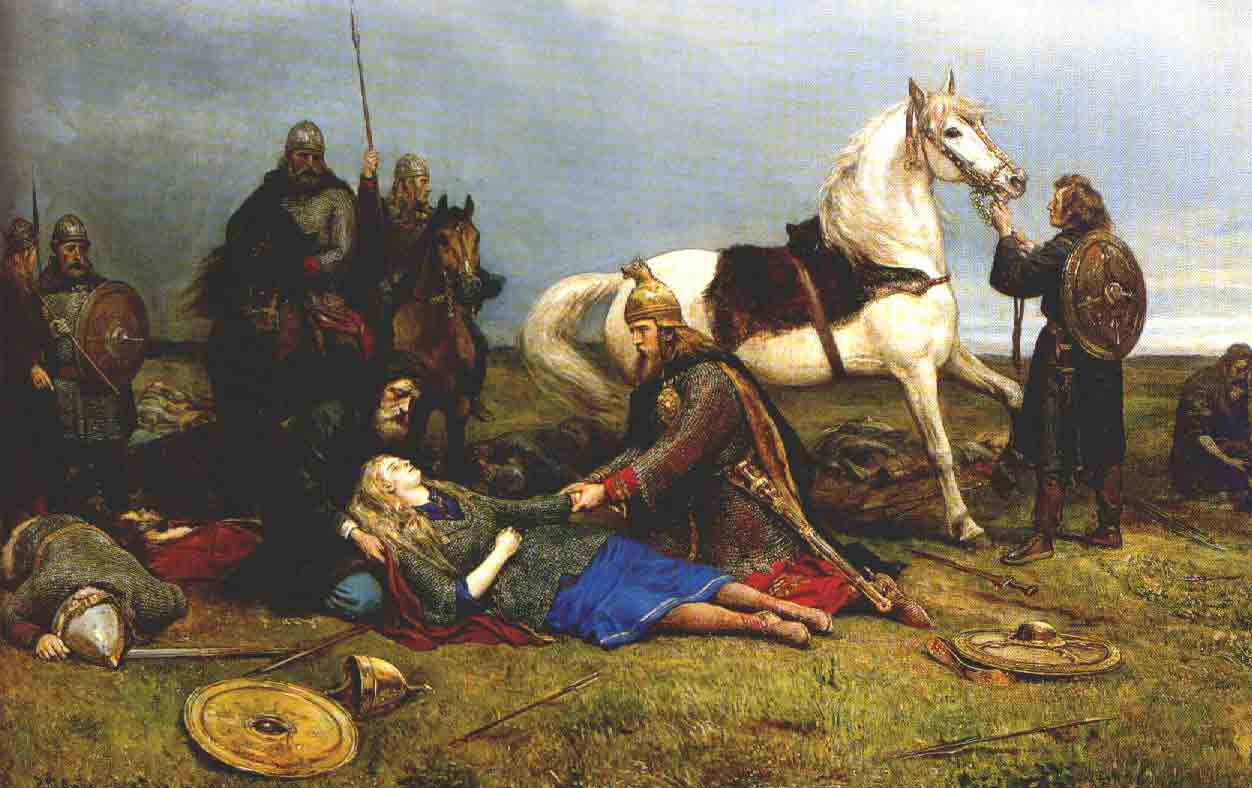
Hervör, hija del rey Heidrek, agonizante. Obra de Peter Nicolai Arbo.

Hervör o Hervor es el nombre de dos personajes femeninos legendarios, que aparecen en la saga Hervarar y algunas secciones de la Edda poética, también es una valquiria de la mitología nórdica que casó con Völundr y aparece en el Völundarkviða.

## La hija de Angantyr
La primera Hervör nació tras la muerte de su padre Angantyr, un berserker que murió junto a sus once hermanos en un holmgang (duelo) contra el héroe sueco Hjalmar. Aquí Hervör creció como thrall (esclava); cuando se hizo mayor se vestía como hombre, luchaba y participaba en incursiones vikingas con el nombre de Hjörvard (la versión masculina de su nombre propio). Al enterarse de la identidad de su padre, decidió seguir la rutina de vida como guerrera skjaldmö y fue en busca de la espada maldita Tyrfing, que usó su padre en el duelo.
Un día, llegó con su flota a Munarvágr, en Samsø (Samsey), pero ella fue la única que se atrevió a desembarcar porque la isla estaba hechizada. La tripulación tenía miedo de permanecer alrededor de unos túmulos funerarios al anochecer. Cuando ella se aproximó vio un fuego que alumbraba sobre los montículos y se acercó al más grande, entonces gritó invocando a su padre Angantyr y que se revelase, identificándose como su hija y el derecho a recuperar la espada Tyrfing. También invocó a sus once tíos muertos con palabras duras y entonces se escuchó la voz de su padre que le rogaba que no insistiera en su intento. Hervör no se rindió y siguió reclamando su herencia.
Al final la tumba se descubrió y en su interior había una llama brillante, y allí estaba Angantyr advirtiendo nuevamente que no insistiese en su reivindicación pues traería la muerte y destrucción a todo su clan familiar si la usaba. Ella volvió a insistir y pudo conseguir la espada, que asió con entusiasmo y tras despedirse de sus familiares regresó a la playa. Pero las naves habían partido, pues el pánico invadió los corazones de su tripulación por el fuego y los atronadores sonidos de los túmulos.
Hervör pudo abandonar la isla y llegó a la corte de Gudmund de Glæsisvellir. Ella vestía como un varón y todavía se hacía llamar Hjörvard. Ayudó al rey a ganar jugando a hnefatafl, pero también mató a un cortesano que trató de desenfundar a Tyrfing después de que ella la había dejado en una silla.
Tras un tiempo y cansada de aventuras, regresó a la hacienda de su padre adoptivo Bjartmar, donde se dedicó a coser y bordar como cualquier otra muchacha, y fue considerada como muy hermosa y educada. El hijo del rey Gudmund, Höfund, fue a pedirle en matrimonio y ella aceptó. Gudmund organizó una gran boda y confió el reino en manos de la joven pareja. Ambos vivieron felices y tuvieron dos hijos, Angantyr y Heidrek.
La espada Tyrfing siguió con su letal trabajo, y accidentalmente Heidrek, camino al exilio por su indomable temperamento, mató a su hermano Angantyr cuando le pidió ver la espada y fue desenfundada, cumpliendo la maldición.

## La hija de Heidrek
Heidrek tuvo una hija, Hervör, que se llamaba como su abuela y la madre del rey. Hervör se convirtió en una afamada skjaldmö que comandaba una destacamento godo frente a Myrkviðr. Moriría en el campo de batalla luchando contra la horda de 300.000 hunos que lideraba su medio hermano Hlöd, nieto de Humli.

## Sörla þáttr
Según Sörla þáttr Hervör es hija del legendario Hjörvard y por lo tanto nieta de Heiðrekr Ulfhamr; tuvo una hija llamada Hildr que casó con el vikingo Högni.